# Carske i kraljevske zračne snage
Carske i kraljevske zračne snage (njem. Kaiserliche und Königliche Luftfahrtruppen) bile su zračna sastavnica u okviru oružanih snaga Austro-Ugarske. Osnovane su 1893. kao balonski korpus, a iz njega je 1912. Milan Emil Uzelac izgradio zračne snage. Sudjelovale su u borbama na istočnom i talijanskom bojištu, a Uzelac je ostao zapovjednik zračnih snaga do kraja rata. Iako je zrakoplovstvo Austro-Ugarske bilo tehnički inferiornije i slabije opremljeno od njemačkog ili britanskog, ipak je postojano obavljalo svoje zadaće do kraja.